# Crime & Investigation
Ne doit pas être confondu avec Planète+ Crime+Investigation.
Crime & Investigation est une chaîne de télévision américaine spécialisée consacrée aux histoires policières, créée le 1er avril 2005 et appartenant au groupe A&E Networks, une coentreprise de Hearst Corporation et Disney Media Networks, division de la Walt Disney Company.
La chaîne possède plusieurs déclinaisons à l'international sous différentes formes de partenariat.

## Déclinaisons de la chaîne

### Europe

#### Royaume-Uni
En Europe, la chaîne Crime & Investigation a été lancée le 10 juillet 2006 au Royaume-Uni et en Irlande grâce à un partenariat entre A&E Networks et British Sky Broadcasting.
Le 13 août 2013, la chaîne devient disponible sur le réseau britannique BT Vision. Le 28 août 2014, la chaîne est disponible sur le réseau britannique TalkTalk.

#### Pologne
En 2010, AMC Networks obtient les droits de diffusion de la chaîne britannique en Europe avec une version traduite en Pologne et une au Benelux,.

#### Espagne et Portugal
Crimen + Investigation a été lancé en Espagne le 1er février 2011, reprenant le canal de Buzz Negro. La chaîne appartient à The History Channel Iberia (es), joint-venture entre AMC Networks International Southern Europe (en) et A&E Networks.
Crime + Investigation est distribué au Portugal depuis mi-2016, d'abord exclusivement sur NOS et depuis novembre 2018 sur Meo.

#### Pays-Bas
La chaîne a été lancée par AMC Networks en juillet 2011 aux Pays-Bas.

#### Roumanie
Une version en Roumanie a été lancée le 2 septembre 2013 par UPC Romania.

#### France
Le 13 novembre 2013, MultiThématiques s'associe avec A&E Television Networks et Planète+ Justice devient Planète+ CI.
Le 1er janvier 2017, la chaîne adopte le nouveau logo de Crime+Investigation.

#### Italie
Une version italienne a été lancée le 13 décembre 2013 sur Sky Italia.
Depuis octobre 2019, la chaîne est disponible sur UPC Suisse en remplacement de Nat Geo People.

### Australie et Nouvelle-Zélande
En Australie, la chaîne est distribuée sous licence par Foxtel depuis le 1er janvier 2005.
La chaîne est rediffusée en Nouvelle-Zélande grâce à Sky Network Television depuis 2007.

### Asie du Sud-Est
Le 15 juin 2007, la chaîne est lancée en Malaisie, à Brunei, à Singapour et à Hong Kong grâce à une coentreprise avec Astro Malaysia Holdings, filiale du groupe malaisien Astro.
En 2008, la diffusion est étendue aux Philippines, à la Thaïlande et l'Indonésie.

### Canada
Le 4 juin 2014, Shaw Media (depuis Corus Entertainment) annonce qu'il va renommer sa chaîne Mystery TV en Crime + Investigation le 3 novembre 2014, à la suite d'un accord avec A&E Networks.